# مهرگره
مِهرگَرْهْ(به بلوچی:مهرگڑه) یکی از مناطق باستانی بلوچستان است که بنابه اظهارات باستان شناسان قدمت این منطقه به ۹۰۰۰ سال، می‌رسد. این ناحیه در فاصله ۱۶ کیلومتری «رودخانهٔ بولان» و در بخش «کچهی» قرار دارد. طبق گفته باستان شناسان جمعیت مهرگره حدود ۲۵ هزار نفر بوده است. اولین نشانه‌های دندانپزشکی در مهرگره مشاهده شده است. دندان‌ها با مته سوراخ می‌شده‌اند؛ اثری از پرکردن نبوده اما باستان شناسان معتقدند پس از مته کردن دندان انسان‌ها می‌توانستند بدون مشکل به زندگی ادامه بدهند. صنعت پارچه بافی بسیار پر رونق بوده و سفالگری به صورت حرفه ای انجام می‌شده که در زمان حال در کلپورگان سراوان نیز همچنان این هنر مانند گذشته صورت می‌گیرد و بسیار مشابه سفالگری‌های مهرگره است. مردگان در آن زمان دفن می‌شدند و قبرستان‌های رسمی توسط باستان شناسان فرانسوی یافت شده است. معماری شهری درحال توسعه، خانه‌های منظم و هم اندازه، دکوراسیون و دیوارهای تزیین شده با سنگ‌های قیمتی، کانال کشی آب بین شهری و خانه‌ها، کوره‌های بزرگ، کشاورزی غلات و مجسمه‌سازی ظریف و استفاده از مس جلا داده شده و لاجورد در زیورآلات در این تمدن به وضوح دیده شده است. آثار باستانی آن در موزه «سبّی» به نمایش گذاشته شده است. تا کنون هیچ گونه آثار مشابهی با تمدن مهرگره در مناطق دیگر جهان دیده نشده و این نشان می‌دهد این تمدن کاملاً بومی بوده است.
درحالی‌که بر طبق مستندات، کهن‌ترین یافته‌های بشری جهان در بین‌النهرین، استرالیا، آمریکای لاتین، مصر، اسرائیل و چین از ۶ هزار سال تجاوز نمی‌کند، برآوردهای کارشناسی و تاریخی از وجود مردمانی با سطح سواد و آگاهی بالا که در جامعه ای مدرن و سازمان یافته در ۷ هزار سال پیش از میلاد مسیح در فلات بلوچستان می‌زیسته‌اند، گزارش می‌دهد.
کاوش در مهرگره (Mehrgarh) که یادمانی از شکوه از دست رفتهٔ تمدن در بلوچستان است، توانسته است بخشی از رازهای نهفته در هزاره‌های پیشین را آشکار سازد. علایم و ابزارهای کشاورزی، درمان پزشکی بر اساس دانش آناتومیک بدن، سیستم آبرسانی شهری، نقش و نگاره‌های هنری و نمونه‌های به‌دست آمده از جراحی دندان در مهرگره، از جمله آثار فکرت انسان و شکل‌گیری آغازین تمدن و شهرنشینی در دوردست‌های زمان بوده است.
یک نکتهٔ تمایز که مهرگره را برای محققان شگفت‌آور ساخته است، اینکه این سایت توانسته است به‌عنوان یک پلت فرم بزرگ، روند تحول میان دوره‌های مختلف تاریخ را به نمایش بگذارد و از تمدنی سخن بگوید که برخلاف سایر، به احتمال قوی از ابتدا آغاز شده و برای هزاران سال دوام و ثبات داشته است.
اگرچه بسیاری از منابع موجود، از انسان‌های بدوی و غارنشین حتی در هزاره‌های اخیر سخن می‌گویند، با این حال کیفیت زندگی این مردم مترقی و شهرنشین که ۹۰۰۰ سال پیش دانش طراحی پارچه را در اختیار داشته‌اند نیز در گزارش‌های باستان شناسان ثبت گردیده است.
منطقه باستان‌شناسی مهرگره، در گسترهٔ دشت کیچی و در امتداد گذرگاه و رودخانه بولان در ایالت بلوچستان پاکستان واقع شده است. عمده تحقیقات و اکتشافات تاریخی در این منطقه طی سال‌های ۱۹۷۴ تا ۲۰۰۰ توسط هیئتی فرانسوی به سرپرستی ژان فرانسوا جریج صورت گرفته است.
مهرگره در اطلاعات سازمان بین‌المللی یونسکو، از مهم‌ترین سایت‌های باستان‌شناسی قاره آسیا و هفتمین اثر برجسته تاریخی جهان بلحاظ قدمت طبقه‌بندی شده است.
اکتشاف نخستین آثار تاریخی مهرگره در سال ۱۹۷۷ در محدوده ای به وسعت ۲۰۰ هکتار در شعاع شمالی این سایت و زمزمهٔ کشف نیمهٔ گمشدهٔ تاریخ بشری، اذهان بسیاری از باستان شناسان جهانی را به تکاپو انداخت. از آن پس، با پیدایش یکی از اولین نشانه‌های حیات اجتماعی و چگونگی شکل‌گیری تحولات باستان در این منطقه، رغبت بیشتری برای مورخان و باستان شناسان ایجاد گردید تا حفاری‌های گسترده‌تری بر روی سایت مهرگره انجام شود. به اعتقاد باستان شناسان، منشأ تاریخی تمدن مهرگره مربوط به هشت دورهٔ متوالی می‌گردد. در طی این پژوهش‌ها چندین محدوده شامل دوره اول (۹۰۰۰ تا ۷۰۰۰ سال قبل از میلاد)، دوره دوم (۷۰۰۰ تا ۵۰۰۰ ق. م) و پس از آن محدوده ای متعلق به دوره‌های سوم تا هفتم (۵۰۰۰ تا ۲۶۰۰ ق. م) و دوره هشتم (۱۹۰۰ ق. م) تا سال ۱۹۸۵ حفاری و اکتشاف شد.
مصنوعات به مراتب پیشرفته و توسعه یافته تر نسبت به نمونه‌های به‌دست آمده از کاوش‌های ترکیه و اریحا در فلسطین و پیکره‌های سفالین با کیفیت بسیار بالا با توجه به شرایط و زمان خود، بیانگر ذهن نوآورانهٔ ساکنان بلوچستان در ۹ هزار سال پیش و سطح رشد و نبوغ فکری آنان است.
به استناد تحقیقات باستان‌شناسی، ساکنان مهرگره احتمالاً برای اولین بار در تاریخ، کشت محصولات کشاورزی به‌صورت گسترده از جمله گندم انیکورن، گندم اینر، جو، عناب، خرما و همچنین پرورش و اهلی سازی حیواناتی مانند گاو، گوسفند و بز را آغاز کرده‌اند.
بر طبق مستنداتی که تاکنون به‌دست آمده است، آنها با دانش بومی خود برای نخستین بار؛ ساخت انبارهای ذخیره‌سازی غله را در جهان مرسوم نموده‌اند، استخراج مس از معادن را آغاز کرده‌اند، از ظروف غذایی اندود شده با نوعی قیر استفاده می‌کرده‌اند و مجموعه ای از ابزارهای کاربردی را از استخوان می‌ساخته‌اند.
در دوره‌های بعدی مهرگره فعالیت‌هایی از جمله ساخت ابزارآلات از سنگ چخماق، استفاده‌های گوناگون از پوست حیوانات، مهره سازی و در سطح قابل توجهی فلزکاری انجام می‌شده است.
درحالی‌که در آن مقطع تاریخی بر طبق باورهای مختلف، مردگان در سرزمین‌های دیگر یا در آتش سوزانده یا در زیر نور آفتاب از بین می‌رفته‌اند، فرهنگ مردمان مهرگره ایجاب می‌کرده است مردگان همراه با تجملات و لوازم شخصی خود دفن گردند، که این تضاد فرهنگی به‌طور چشمگیری در سایر رسومات آنان نیز جاری بوده است.
یکی از منحصربفردترین اکتشافات از تمدن شکوهمند مهرگره، اولین منشأ شناخته شده (تاکنون) از جراحی دندان و فعالیت‌های دارویی مرتبط به آن است. این تلاش‌های درمانی و پزشکی به‌طور قطع سطح بالایی از نوآوری و توسعه در جهان ۷ هزار سال پیش از زایش مسیح را به اثبات می‌رساند.
```
با توجه به گزارش منتشر شده در ۶ آوریل ۲۰۰۶، محققان ایتالیایی در حین انجام بررسی‌های مورد نظر، در بخش نوسنگی سایت مهرگره، عمل جراحی صورت گرفته به‌وسیلهٔ سوراخ مته، بر روی دندان حداقل ۱۱ مورد از افراد دفن شده در گورستان این منطقه را کشف نمودند. آزمایش‌های تخصصی با استفاده از میکروسکوپ نوری نشان داد سوراخ‌های مته ای در سه شکل استوانه ای، مخروطی و ذوزنقه ای ایجاد شده است، همچنین سایش دندان بر روی نقاط جراحی شده نشان می‌دهد درمان موفقیت‌آمیز بوده و بیماران از آن پس به زندگی عادی خود ادامه می‌داده‌اند.
```

محققان دریافته اند مته‌های پزشکی در مهرگره که برای سوراخ کردن دندان کاربرد داشته، از جنس سنگ چخماق بوده و به راحتی مینای دندان را می‌شکافته است. گزارش‌های تاریخی بر آنست که این تجارب نادر دندان پزشکی مربوط به هزارهٔ ششم پیش از میلاد بوده و البته پس از مدتی نسبتاً طولانی به دلایل نامشخص متوقف شده است.
شواهد به‌دست آمده نشان می‌دهد مردم این منطقه از استخوان برای ساخت ابزارهای کشاورزی استفاده می‌کرده‌اند و وجود مقادیر زیادی از پنبه نیز به اثبات رسیده است. اسکلت‌های یافت شده در سایت مهرگره همچنین حاکی از آنست که قد مردم آنجا بزرگتر از مردمان دوره‌های بعدی در جهان بوده است و علاوه بر آن، معماری این شهر نیز رو به توسعه بوده، اغلب از برنج به‌عنوان غذای اصلی استفاده می‌شده و تجارت در زندگی آنان جایگاه ویژه ای داشته است.
در دوره اول مهرگره، ساکنان آن کالاهایی مانند ظروف غذایی، سنگ‌های تزئینی استخوانی، مهره، النگو، آویز، اسباب بازی، زیورآلات ساخته شده از صدف دریایی، سنگ آهک، فیروزه، لاجورد، سنگ سیاه و مس جلا یافته، مجسمه‌های ساده از زنان و حیوانات و چکش سنگی را به تعدد تولید می‌کرده‌اند.
```
دورهٔ دوم اما شاهد کاربرد تکنیک‌های پیشرفته تری بوده است. سفال‌های لعاب داده شده و مجسمه‌های تکامل یافته تر، تزئین پیکره‌های زنان با استفاده از رنگ‌های قرمز و قهوه ای و مدل‌های متنوع زیورآلات، فناوری گداخت سنگ و مس، کوره‌های بزرگ و بوتهٔ ذوب فلزات از جمله فعالیت‌های این دوره بوده است. همچنین در این دوره مقدار کالاهای دفن شده به‌همراه مردگان در طول زمان کاهش یافته است.
```

در بافت شهری مهرگره، چاه‌های متعدد، حمام، حمام‌های عمومی، سیستم دفع فاضلاب و مکان‌هایی برای جمع‌آوری زباله در نظرگرفته شده است. فواصل معینی میان بخش‌های مسکونی به‌عنوان خیابان رعایت شده، خانه‌ها بر اساس نظم خاصی مهندسی شده و دارای تهویه مناسب هستند.
گفته می‌شود جمعیت مهرگره در ۷۰۰۰ ق. م حدود ۲۵ هزار نفر بوده است، درحالی‌که جمعیت سراسر سرزمین مصر در آنزمان همین مقدار تخمین زده می‌شود.
در طی حفاری‌های انجام شده باستان شناسان تعدادی مجسمهٔ زن را کشف نموده‌اند که به اعتقاد مورخان، توسط بومیان منطقه پرستش می‌شده‌اند، تعدادی از آنها دارای گردنبندی هستند که بر روی سینه‌هایشان حک شده و تعدادی نیز فرزند خود را در آغوش دارند.
مردم آن دوران از لباس‌های پشمی و کتان برای پوشیدن استفاده می‌کرده‌اند، برخی از خدایان تاج‌های پارچه ای بر روی گیسوان خود قرار می‌داده‌اند و قشر عوام نیز اغلب پارچه ای شبیه به لنگ و عمامه به همراه داشته‌اند، فرهنگی که هنوز هم در بلوچستان رواج دارد.
تعداد زیادی از مجسمه‌های سفالین زنان دارای پارچه ای توری مانند به دور کمر و بدن و آراستگی‌های دیگری بر روی سینه و گردن می‌باشند، این موضوع هنوز محققان را دچار ابهام نموده است که چگونه آنان پارچه را می‌بافته‌اند و احتمالاً از چه مواد و ابزارهایی برای بافت لباس استفاده می‌کرده‌اند.
باستان شناسان و محققان جهان ضمن اظهار شگفتی از محتوای تاریخی مهرگره، معتقدند تاکنون هیچ تمدنی در مقاطع زمانی گذشته به چنین سطحی از کمال، هنر و دانش و تخصص دست نیافته است.
بر طبق تحقیقات صورت گرفته در مهرگره، در چندین ضلع این منطقه ساختمان‌هایی با استفاده از آجر خام به ابعاد (۱۲*60 cm) که هرکدام شامل ۴ اتاق، دهانه‌هایی کوچک و سقف‌های پوشیده از برگ گیاهان و گِل، ساخته شده است. همچنین دیوارهای تزئین شده با اشکال و دکوراسیون هندسی رنگارنگ نشان می‌دهد سطوح خارجی دیوارهای این سایت متأثر از تصورات ذهنی ساکنان آن، نقاشی شده است.
هرچند بقایای مهرگره متأسفانه هم‌اکنون در بی‌توجهی کامل در حال نابودی هستند، بررسی‌های محققان حاکی از آنست این تمدن پرشکوه در بلوچستان، برای هزاران سال منبع تولید نخستین سنگ‌های تزئینی و قیمتی، زیورآلات و تندیس‌های انسان و حیوان در مشرق زمین بوده است.
بناهای متعلق به ابتدای دوره دوم مهرگره با تغییرات قابل توجه نسبت به دوره اول، را ساختمان‌های مهندسی شده با آجرهای خشتی شامل امکانات وسیع ذخیره‌سازی و انبارهای بزرگ ذخایر غذایی تشکیل می‌دهد که به‌صورت متوالی و منظم معماری شده‌اند.
ساختمان‌های متعلق به انتهای دورهٔ دوم نیز بیانگر استفاده از مواد مرغوب تر و طراحی پیشرفته تر بناها می‌باشد. فرسایش تدریجی خاک تپه‌های مجاور نیز نشان می‌دهد بلوچستان در آن دوره‌های تاریخی دائماً با بارش‌های سیل آسای باران مواجه بوده است.
تحقیقات بیان می‌دارد بسیار پیش تر از آنکه ساخت تندیس‌های انسانی در مناطق تاریخی جهان آغاز شود، در سرتاسر بلوچستان باستان، مجسمه‌های سفالین رو به تکامل بیشتری طراحی و ساخته شده‌اند.
پیکره‌های انسانی متعلق به دوره نوسنگی مهرگره که تاکنون کهن‌ترین مجموعه کشف شده در شرق جهان شناخته شده‌اند، تعداد آنها به ده‌ها مورد می‌رسد، برخی کامل و برخی ناقص هستند که بیشترین تعداد از آنها را نیز حیوانات و اغلب مجسمه گاو تشکیل می‌دهد.
قدیمی‌ترین مجسمه ساخته شده در مهرگره، مربوط به «مادر مروارید» می‌باشد که نمای ایستادهٔ او را نشان می‌دهد؛ منحصر بفرد و غیرمعمول که در امتداد یکی از ستون‌های غربی سایت به همراه دو آویز از جنس استخوان و دیگری از سنگ آهک یافت شد.
بیشتر مجسمه‌ها که از سفال خام ساخته شده‌اند، به دو گروه تقسیم می‌شوند؛ مجسمه‌های ایستاده (راست) و مجسمه‌های نشسته (خم).
مجسمه‌های دوره اول تماماً به‌شکل نشسته ساخته شده‌اند اما در دوره دوم به‌صورت تکامل یافته مجسمه‌هایی ایستاده در اندازه‌های کوچک و متوسط پوشیده با زیورآلات و بعضی نقاشی شده با رنگ قرمز و دارای تزئینات ناشناخته بر روی سینه و بدن وجود دارند.
در میان پیکره‌های انسانی مهرگره، بسیاری از آنها را مجسمه‌های جنسیت زن تشکیل می‌دهد که با اهداف خاص و طرح مشخص ساخته شده‌اند، برخی از آنها جزو الاهه گان و خدایگان بشمار می‌روند که بیانگر نقش و جایگاه زن در آن جامعه است.
بر اساس مطالعاتی که بر روی سایت مهرگره صورت گرفته است، تاکنون هیچ‌گونه آثار مشابه با این تمدن در هیچ‌یک از نقاط جغرافیایی مورد مطاله و ادبیات باستان‌شناسی جهان یافت نشده است، بجز چند مورد مجسمه در «تجلک» ترکمنستان که متعلق به یک دورهٔ بسیار بعد (انتهای هزارهٔ دوم) است.
```
نحوهٔ ساخت مجسمه‌ها و تغییرات عجیب در بدن آنها، مانند اعضای بدن که سوراخ سوراخ شده و شکلی از مار که به دور پیکر انسان پیچیده است، از یک آئین و باور مستقل در ابتدای تاریخ بلوچستان حکایت دارد. هرچند نمی‌توان به گرایش مذهبی آنها گمان برد، اما به‌طور قطع این آثار نشانه‌هایی از مراسمات مذهبی خاصی بوده است.
```

استفادهٔ نمادین از «مار» ممکن است تمایل به کنترل نیروهای پنهان طبیعت با استفاده از جادو باشد و همین‌طور احتمال می‌رود اعضای سوراخ شده نشان دهندهٔ تلاش برای درمان دردهای فیزیکی و روانی از طریق روش‌ها و طب مختص مردمان این منطقه بوده است.
در دوره سوم اغلب مجسمه‌هایی ایستاده آغشته به رنگ قرمز مایل به قهوه ای و در دوره چهارم پیکره‌هایی هستند که در طراحی آنها تمایز میان ویژگی‌های جنسیت زن و مرد کاملاً رعایت شده است، این ویژگی که یک پدیده منحصر بفرد تاریخی بشمار می‌رود، از دورهٔ چهارم (۴۰۰۰ ق. م) تا دورهٔ هفتم (۲۷۰۰ ق. م) حفظ گردیده است، مردان اغلب ایستاده با ظاهری مردانه، بازوها و پاهای صاف و زنان با حالت نیمه نشسته، سینه‌های بزرگ، موهای بافته شده و دارای زیورآلات هستند.
پیکره‌های نوسنگی مهرگره نشان دهندهٔ مراحل اولیه یک سنت برای ساخت مجسمه‌های بشری است که در طول دوره‌های مس و سنگ این تمدن در سرزمین مکران (بلوچستان) توسط هزاران تن از ساکنان این منطقه تداوم داشته است.
با در نظر گرفتن تاریخ تقریبی دورهٔ نوسنگی در مهرگره؛ احتمالاً هزارهٔ هشتم قبل از میلاد، می‌توان فرزندان پیکره‌های این دورهٔ مهرگره را در یالانگاچ، کاراتپه و جیک سور ترکمنستان، منطقه گمال پاکستان یا در سرازم تاجیکستان که همگی مربوط به ۳۰۰۰ ق. م هستند، جستجو نمود. همچنین مواردی مشابه آثار مهرگره در طول هزارهٔ سوم در دورهٔ چهارم موندیگک (واقع در افغانستان) و دورهٔ سوم شهرسوخته (معاصر با دورهٔ هفتم مهرگره) یافت شده است.
بر اساس گزارش هیئت باستان‌شناسی فرانسوی، در بازهٔ زمانی ۲۶۰۰ تا ۱۹۰۰ قبل از میلاد، شهر تاریخی مهرگره توسط ساکنان آن رها شده و به سمت منطقه ای دیگر به مسافت ۵ کیلومتر در شمال آن مهاجرت نموده و تمدن جدیدی بنام «نوشارو» را ایجاد نموده‌اند، این مهاجرت پایانی بر حیات ۵ هزار سالهٔ مهرگره بوده است.
به اعتقاد باستان شناسان از آغاز شکل‌گیری تمدن مهرگره تا پایان آن در ۱۹۰۰ ق. م در منطقه ای وسیع جغرافیایی از تمدن سند گرفته تا آسیای مرکزی و امتداد زاگرس حتی در طی هزاره دوم قبل از میلاد، الگوپذیری دائمی از فرهنگ و سنت‌های مهرگره وجود داشته که در آثار کشف شده مانند تندیس‌های مشابه به نمایش گذاشته شده است.
یکی از وجههٔ خاص شکل‌گیری تمدن در بلوچستان و البته فلات ایران، بدن تردید آمیختگی هنر و صنعت است، تلاش ساکنان این سرزمین در هزاره‌های پیش از میلاد برای بهره‌گیری از هنر و خاک، ترسیم تخیلات و تصاویر ذهنی بر روی سفال یا خلق سنگ نگاره ها؛ صحنه آرایی‌هایی وسیع از جنگ و شکار در درهٔ نگاران سراوان، آراستگی خاص زنان و پذیرش آنان در نقش خدایگانی، بیانگر سطح بالایی از ساختارگرایی و معناگرایی آمیخته با هنر و باور است. تمدنی که بلوچستان در گذر تاریخ آن را نباخت و هنوز هم برجسته‌ترین شاخص فرهنگی مردمان بلوچ است، هنرمندان بلوچ در تنها موزهٔ زندهٔ سفال جهان؛ «کلپورگان» هنوز هم همان طرح‌های هندسی هزاران ساله را با رنگ‌های قرمز و قهوه ای که عصارهٔ گیاهان بومی منطقه است، بر روی سفالینه‌های ساختهٔ دستان خود نقش می‌زنند. لباس امروزی زنان بلوچ، اوج ظرافت و هنر و برآمده از همان اشکال هندسی باستان است، همانگونه که استفاده از جواهرات، زینت‌ها و عناصر مرسوم زنانه، جملگی رازهایی است که در عمق تاریخ و تمدن این خاک نهفته است و سمبل فرهنگی این سرزمین شناخته می‌شود.

## پیشینه
در سال ۱۹۲۸ میلادی یک گروه از باستان‌شناسان فرانسوی در این ناحیه به پژوهش و بررسی پرداختند و نتیجه مطالعات و پژوهش‌های آنان این نکته را روشن نمود که مردم این ناحیه و زندگی و تمدن آنها از پیشینهٔ ۷۰۰۰ سال قبل از میلاد برخوردار می‌باشد. در آن زمان بعد از طی مراحل گوناگون زندگی بدوی، مردم این ناحیه درکناره‌های «رود بولان» گردهم آمده و زندگی هم‌نشینی را آغاز نمودند. آنگاه به پرورش حیوانات اهلی پرداختند و اندک اندک صنایع دستی و سفال سازی در میان آنان رواج پیدا نمود و به مرتبهٔ شکوفایی خویش رسید.
این مردم، در ساختن مجسمه نیز مهارت خاصی داشتند و تندیسهای حیوانات و انسانها را با علاقه و اشتیاق فراوان می‌ساختند و به ساختن مجسمه‌های انسانی، علاقه، ذوق و سلیقه بیشتری به خرج می‌دادند. ساکنان این منطقه، علاوه بر مجسمه‌سازی، در ساختن تبر، شمشیر و سایر وسائل جنگی نیز ید طولائی داشته‌اند که نمونه‌ها و آثار آن در «موزه شهر سبّی» گواه بر این مدعا می‌باشد.
تمام آثار مناطق باستانی مهرگر، نوشهرو و پیرک در موزهٔ شهر «سبّی» نگهداری می‌شود.